# بول جاك إميه بودري
بول جاك إميه بودري (ولد في 7 نوفمبر 1828- توفى في 17 يناير 1886) هو رسام فرنسي.